# Стари град Коштун
Стари град Коштун (Коштур, Каструм) је национални споменик Босне и Херцеговине. Налази се у Дабрици, Берковићи, Република Српска, Босна и Херцеговина. Национални споменик чини стари град и археолошки налази под земљом.

## Опис добра
О граду Коштуну нема директних података. Не зна се поуздано ни када је изграђен, ни када је напуштен. На његовим остацима нису примјећене никакве преградње и поправке, тако да он представља јединствену цјелину. Овај предио био је рубно подручје које је насељавало илирско племе Даорси, а у римско доба припадало је широј регији чији је центар био на подручју Стоца.
Праисторијска градина и касноантичко утврђење у селу Дабрица, налази се на брду које се уздиже изнад кањона ријеке Радимље. У подножју града налазио се рудник бокситне руде. Археолог Ђуро Баслер је претпостављао да је Коштун изграђен у 6. вијеку, око
535. године, када је ово подручје поново дошло под византијску власт. Тада је изграђено неколико стратегијских пунктова недалеко од Неретве, међу којима је, могуће, био и Коштун. Претпоставља се да је назив Коштур или Коштун изведен од именице castrum. Утврђење није накнадно преправљано или дограђивана. Сачувани су дијелови бедема и кула, висине до 3 метра. Претпоставља се да је изграђено на мјесту праисторијске градине с краја 2. и почетка 1. миленијума прије нове ере, јер је унутар града пронађен већи број фрагмената керамике из бронзаног и гвозденог доба. Приликом изградње прилагођавана је терену и приближно је правилног облика, дужине око 160, а ширине 25-50 метара. Зидови су масивни, дебљине око 1,6 метара. У град се улазило са западне стране, између двије куле. У унутрашњости града налазе се остаци грађевина на два мјеста. Лица зидова су од камених блокова кречњака, грубо оклесаног, а унутрашњи дио грађен је по систему opus spicatum. Историјско подручје Стари град Коштун (Коштур) у Дабрици од 1966. је под заштитом државе, а 2004. проглашено је националним спомеником БиХ.